# Marca (revistă)
MARCA este o revistă sportivă națională zilnică, deținută de Unidad Editorial. Revista se concentrează primordial pe fotbal, în particular pe activitatea de zi cu zi a clubului Real Madrid. Ea are un total zilnic de peste 2.500.000 de cititori, fiind cea mai populară îb Spania.
Din februarie 2001, are un post de radio asociat, cu emitere 24/24, Radio Marca. În 2010 își lansează propriul canal TV, MARCA TV.

## Editori
- Manuel Fernández-Cuesta (1938–1945)
- Ibrahim de Malcervelli (1945–1946)
- Manuel Casanova (1946–1947)
- Lucio del Álamo (1947–1954)
- Nemesio Fernández-Cuesta (1954–1973)
- Carmelo Martínez (1973–1983)
- Valentín Martín (1983–1984)
- Juan Pablo de Villanueva (1984–1986)
- Jesús Ramos (1986–1987)
- Luis Infante Bravo (1987–1997)
- Manuel Saucedo (1997–2001)
- Elías Israel (2001–2005)
- Manuel Saucedo (2005–2006)
- Alejandro Sopeña (2006–2007)
- Eduardo Inda (2007–2011)
- Óscar Campillo (2011– 2013)